# Zak Storm, super pirate
Zak Storm, super pirate (Zak Storm) est une série télévisée d'animation franco-italo-sud-coréenne créée par Man of Action et diffusée entre le 2 décembre 2016 et le 22 avril 2018 sur Canal J.

## Synopsis
Zak est un ado têtu en quête de grandes aventures. Après avoir dérobé un pendentif à son père, il part surfer et se retrouve emporté par magie dans le triangle des Bermudes. Prisonnier en plein milieu des Sept Mers, Zak réussit à s'entourer d'une super équipe : une princesse combattante, un alien généreux, un fantôme farceur et un gentil viking.
Au cours de son périple, il s'associe aussi à Calabrass, une épée merveilleuse qui lui permet de se transformer en un véritable héros grâce aux sept pouvoirs contenus dans ses gemmes (ou « yeux ») : beru (eau), sino (glace), aeria (air), vapir (fantômes), dezer (pierre), pouvoirs d'acier, blaz (feu) et zite (étoiles). Il va ainsi pouvoir faire face aux nombreux dangers périlleux des Sept Mers. 
Naviguant sur le Chaos, un bateau fantastique venu d’un autre monde, Zak Storm poursuit sa quête : trouver le chemin du retour et retrouver sa vie d'avant. Pour y arriver, il va devoir apprendre à gérer tous les pouvoirs de son épée enchantée et comprendre comment mener son équipage pour vaincre l'affreux Skullivar, le pirate le plus redoutable de tous les temps...

## Personnages
- Zak Storm : De son vrai nom  Conrad Zakhari Storm adolescent intrépide et très têtu, Zak voit sa vie changer quand il se retrouve dans le triangle des Bermudes, à bord du Chaos, un navire qui vient d'un autre monde. Il en devient le capitaine, et l'équipage s'appelle « 7C », en référence au nombre de ses occupants et leur initiale commune (avec le C de capitaine en ce qui concerne Zak). Le père de Zak aurait réussit à s'enfuir du Triangle ;
- Cece : de son nom complet Crysta Coraline Lejune, princesse de l'Atlantide intelligente et guerrière. Au début, elle doute du fait que Zak soit un bon capitaine ;
- Crogar : viking et ami de Cece. Pas très futé, il préfère détruire tout ce qu'il voit et il crie souvent <<Ragnaroc>> ;
- Caramba : alien (wahoolien) qui atterrit sur terre en 1950 et se retrouve mécanicien dans le triangle des Bermudes jusqu'au jour où il rencontre Zak et devient son ingénieur pour réparer ou améliorer le Chaos ;
- Clovis : fantôme errant à bord du Chaos, dit avoir « perdu » son corps mais on ne le sait pas vraiment; il ne peut pas quitter le Chaos car il est lié au navire.
- Calabrass : sabre magique qui jadis était un pirate et le capitaine du Chaos. Sa garde est ornée des yeux des 7 mers : Blazz (mer de lave),Sino (mer de glace), Dezer (mer de sable), Aeria (mer de vent), Beru (mer d'eau), Vapir (mer de brume et d'illusion) et Zite (mer des étoiles) ;
- Chaos : navire intelligent venu d’un autre monde ;
- Skullivar : un des plus grands pirates du triangle et également le gardien du verrou de la mer de Vapir. Très réputé, il est impitoyable et cruel envers ses ennemis. Il veut Calabrass pour réveiller son vrai pouvoir grâce au huitième œil : l'œil de netherware et controller les 7 mers. Il est finalement vaincu par Zak Storm et Calabrass dans le final de la saison 1.
- Carver : l'un des guerriers squelettiques de Skullivar qui sert de bras droit à Bones. Il se différencie des autres squelettes car la moitié de son visage est recouverte de métal. A la fin de la Saison 1, Skullivar le choisit comme nouveau bras droit pour remplacer Bones qui n'est qu'un incapable mais par la ruse et la traîtrise, Bones évince Carver et rapporte Calabrass à Skullivar. Carver sera laissé en vie par Zak et son équipage avant qu'ils partent pour Netherware. Carver sera le seul antagoniste en vie à la fin de la Saison 1.

- Golden Bones : bras droit de Skullivar, il fait tout pour s'emparer de Calabrass, pour le ramener à Skullivar. A la fin de la Saison 1, Skullivar choisit Carver (le second de Bones) comme nouveau bras droit pour le remplacer. Mais par la ruse et la traîtrise, Bones évince Carver et rapporte Calabrass à Skullivar. Il est vaincu par Crogar dans la Bataille Finale et perd son crochet. Mais après le déverrouillage des 7 verrous et la défaite de Skullivar, il réapparaît mais disparaît à travers un portail après avoir été entraîné par des tentacules. Son sort actuel est inconnu.

## Distribution

### Voix originales
- Hervé Grull : Zak Storm
- Marie Nonnenmacher : Cece
- Marc Duquenoy : Crogar
- Olivier Podesta : Caramba
- Élodie Menant : Clovis
- Benjamin Van Meggelen : Golden Bones
- Jérôme Wiggins : Calabrass
- Julien Chatelet : Skullivar

## Épisodes
| № | Titre                      | Réalisation      | Scénario | Première diffusion sur Gulli (FR) |
| --- | -------------------------- | ---------------- | -------- | --------------------------------- |
| 1 | Origines                   | Philippe Guyenne |          | 18 novembre 2017                  |
| Lors d'une compétition de surf, Zak Storm, un adolescent têtu et aventureux, se retrouve coincé dans les sept mers du Triangle des Bermudes. Il devient alors le capitaine d'un puissant navire et s'entoure d'un équipage un peu étrange composé d'un alien névrosé, d'une princesse obstinée et d'un robuste viking. Avec eux, Zak va sillonner les sept mers pour tenter de les libérer de cet endroit, hors du temps et de l'espace. Mais c'est compter sans Golden Bones, bien décidé à les en empêcher... |                            |                  |          |                                   |
| 2 | Origines                   | Philippe Guyenne |          | 19 novembre 2017                  |
| Lors d'une compétition de surf, Zak Storm se retrouve coincé dans les sept mers du Triangle des Bermudes. Il devient alors le capitaine d'un navire avec un équipage un peu étrange composé d'un alien, d'une princesse et d'un viking. Avec eux, Zak va sillonner les sept mers pour tenter de les libérer de cet endroit, hors du temps et de l'espace. Mais c'est sans compter sur Golden Bones qui n'a pas l'intention de les aider.                                                                        |                            |                  |          |                                   |
| 3 | L'Invincible Morlock       |                  |          | 25 novembre 2017                  |
| Zak et les 7Cs se font attaquer. Golden Bones a apporté à Skullivar la dernière pièce d'un ancien artefact : l'armure de Morlock. Une fois assemblée, l'armure prend vie et devient une force destructrice invincible contrôlée à distance par Skullivar... |                            |                  |          |                                   |
| 4 | Une sorcière à la mer      |                  |          | 26 novembre 2017                  |
| Depuis qu'il a découvert un collier brillant, Caramba est devenu audacieux et de plus en plus puissant. Mais il semble également devenir plus agressif. Clovis voit clairement ce qu'il arrive à l'alien docile : il est possédé par une dame verte. Il s'agit de Xibalba, l'une des neuf seigneurs Aztèques bannis du Triangle des Bermudes, et elle compte lever une armée d'ombres pour semer le chaos sur ce monde...                                                                                       |                            |                  |          |                                   |
| 5 | Nounou Viking              |                  |          | 2 décembre 2017                   |
| Les 7Cs arrachent un bébé vouivre/dragon des griffes de Golden Bones. Alors qu'ils tentent de le ramener à sa mère, Crogar développe un lien spécial avec la créature. Tandis que Bones les rattrape au milieu de dangereux glaciers, Crogar doit accepter de se séparer de son bébé... |                            |                  |          |                                   |
| 6 | La Voix du Chaos           |                  |          | 3 décembre 2017                   |
| Les moteurs du Chaos sont morts, et il se dirige vers une tornade sur Aeria, la mer des tempêtes. Zak et Caramba s'enfoncent dans les entrailles du navire pour trouver la source du problème. En chemin, ils découvrent que le Chaos cache bien plus de choses qu'il n'y paraît... |                            |                  |          |                                   |
| 7 | Descente chez les Trolls   |                  |          | 3 décembre 2017                   |
| Caramba est enlevé par de stupides Trolls sous-marins qui prennent son exosquelette pour une pièce d'or. Zak veut aller le secourir seul, mais il ne pourrait pas s'en sortir sans son équipage... |                            |                  |          |                                   |
| 8 | La Forge éternelle         |                  |          | 10 décembre 2017                  |
| Zak libère les sept pouvoirs des mers au même moment, mettant Calabrass en péril. Une course contre la montre s'engage pour trouver la forge où Calabrass a été construit avant que Bones n'anéantisse un Zak sans défense... |                            |                  |          |                                   |
| 9 | Infiltration               |                  |          | 10 décembre 2017                  |
| Skullivar a trouvé un artefact atlante perdu, l'Heptahedron, susceptible de semer le chaos sur les Sept Mers. Avant qu'il ne puisse briser les sept sceaux qui le protègent, l'équipage devra infiltrer Netherwhere, le lieu le plus dangereux du Triangle, et arracher l'artefact des mains de leur ennemi juré... |                            |                  |          |                                   |
| 10 | Lumière de l'âme           |                  |          | 6 janvier 2018                    |
| Le phare de Marituga, point central du Triangle, s'affaiblit, et Bones essaie d'en tirer parti. Zak et son équipage pénètrent dans la tour mystérieuse, où une voix menaçante demande la capitulation finale... |                            |                  |          |                                   |
| 11 | Les Naufragés du sable     |                  |          | 11 décembre 2017                  |
| CeCe pense qu'elle a échoué à trouver le point de cheminement de Dezer. Pour se racheter, elle décide de s'y rendre seule pour le trouver. En chemin, elle se fait enlever par Anubis, le gardien du point de cheminement. Le reste de l'équipe doit la sauver et ouvrir le point de cheminement, mais comme seul Anubis a le pouvoir de déplacer le point de cheminement, Zak est confronté à un terrible dilemme : sauver CeCe ou ouvrir le point de cheminement...                                           |                            |                  |          |                                   |
| 12 | Partir un jour             |                  |          | 7 janvier 2018                    |
| Alors qu'ils recherchent Clovis, qui s'est fait enlever, Zak et CeCe se font piéger sous la forme d'esprits, tandis que deux êtres de la mer des étoiles, Zite, occupent leurs corps. Les Zitéens sèment le chaos sur Marituga, et, pire encore, Zak et CeCe pourraient être condamnés à rester des esprits pour toujours s'ils ne chassent pas les êtres de leurs corps avant minuit... |                            |                  |          |                                   |
| 13 | En eaux troubles           |                  |          | 14 décembre 2016                  |
| Dans la mer brumeuse de Vapir, les 7Cs reçoivent un SOS d'un véritable héros du Triangle, Alan Gamble. Ils se précipitent pour le sauver d'une île fantomatique, mais vont rapidement s'apercevoir que les apparences sont trompeuses... |                            |                  |          |                                   |
| 14 | L'Échange                  |                  |          | 14 janvier 2018                   |
| Pour éviter une défaite contre Golden Bones, Zak et son équipe doivent échanger de bateau avec lui. Tandis que Clovis et le Chaos sont retenus en otages par Golden Bones, Zak et le reste de la bande les poursuivent à bord d'un aéroglisseur... |                            |                  |          |                                   |
| 15 | Une méduse de légende      |                  |          | 20 janvier 2018                   |
| Une méduse légendaire terrorise les navigateurs de Beru. Les 7Cs la détruisent, mais une partie du monstre se développe en un monstre plus gros à bord du Chaos. Alors qu'ils pensent s'en être définitivement débarrassés, le monstre revient et attaque Marituga... |                            |                  |          |                                   |
| 16 | Apocalypse des Bermudes    |                  |          | 21 janvier 2018                   |
| Lors d'une compétition de surf, Zak Storm se retrouve coincé dans les 7 Mers du Triangle des Bermudes. Il devient alors le capitaine d'un navire avec un équipage un peu étrange composé d'un alien, d'une princesse ou encore d'un viking. Avec eux, Zak va sillonner les 7 Mers pour tenter de les libérer de cet endroit, hors du temps et de l'espace. Mais c'est sans compter sur Golden Bones qui n'a pas l'intention de les aider...                                                                     |                            |                  |          |                                   |
| 17 | Le Dernier Vol d'Icare     |                  |          | 27 janvier 2018                   |
| Les 7Cs rencontrent un inventeur qui a conçu une machine qui pourrait les aider à fuir le Triangle par la voie des airs. Zak et son esprit aventureux font échouer le plan et tous se retrouvent prisonniers du Normandy. Pour les sauver, Caramba et l'inventeur vont devoir customiser le Chaos, le transformant en une machine de guerre ultime... |                            |                  |          |                                   |
| 18 | Le Labyrinthe du Minotaure |                  |          | 28 janvier 2018                   |
| Les 7Cs se perdent dans un labyrinthe rempli de mirages terrifiants. Pour s'en échapper, Zak va devoir faire acte de foi, aidé par Caramba... |                            |                  |          |                                   |
| 19 | Lémuria attaque !          |                  |          | 3 février 2018                    |
| Les Lémuriens, ennemis séculaires des Atlantes, exigent qu'on leur livre CeCe, ou ils détruiront Marituga. Leur navire de guerre, fait d'obsidienne vivante, semble indestructible. Altruiste, CeCe décide de se rendre, en pure perte. Zak et son équipage doivent la délivrer et empêcher un navire de guerre indestructible de détruire Marituga... |                            |                  |          |                                   |
| 20 | Les Révoltés du Démoniac   |                  |          | 4 février 2018                    |
| Clovis retrouve sa forme humaine. Mais se retrouve prisonnier du Chaos... |                            |                  |          |                                   |
| 21 | Crogar le terrible         |                  |          | 10 février 2018                   |
| |                            |                  |          |                                   |
| 22 | Dans l’œil du cyclone      |                  |          | 11 février 2018                   |
| |                            |                  |          |                                   |
| 23 | L'Appel de l'aventure      |                  |          | 10 mars 2018                      |
| Caramba répare le téléphone de Zak. Mais pour parvenir à appeler son père en dehors du Triangle, Zak doit d'abord sauver Alan Gamble. Le célèbre pirate a en effet volé la technologie du Normandy et se retrouve en rade dans la mer de Dezer avec Bones aux trousses... |                            |                  |          |                                   |
| 24 | Le Sage                    |                  |          | 29 avril 2018                     |
| Les 7Cs rencontrent un homme capable de répondre à toutes les questions possibles au monde. Alors que Zak souhaite savoir s'ils vont s'échapper du Triangle, et de quelle manière, il est entraîné dans un piège tendu par Skullivar et ne s'en sortira qu'en renonçant à obtenir une réponse... |                            |                  |          |                                   |
| 25 | Le Héros des Bermudes      |                  |          | 17 février 2018                   |
| Tandis que Zak prend la grosse tête et entre en compétition avec l'autre «héros des Bermudes», Alan Gamble, Caramba est kidnappé par Bones et envoyé à Netherwhere. Là il doit travailler sur une terrible machine de l'inventeur Raimondi. Zak part à sa recherche, aidé contre sa volonté de Gamble... |                            |                  |          |                                   |
| 26 | Choc thermique             |                  |          | 24 février 2018                   |
| Pour ouvrir le point de passage de Sino, Zak doit combattre son Gardian tout en protégeant les wyverns bébé autour... |                            |                  |          |                                   |
| 27 | La Pierre du temps         |                  |          | 7 avril 2018                      |
| Alors que ses dernières aventures les ont épuisés, Zak et ses amis acceptent d'aller chercher un trésor pour Sassafras. Dans ce trésor se trouve la Pierre du temps, qui permet de revenir une heure dans le passé. Mais dans leur quête, les 7c's perdent Crogar. Zak n'a plus qu'une heure pour trouver la pierre et réparer son erreur... |                            |                  |          |                                   |
| 28 | Duel en enfer              |                  |          | 11 mars 2018                      |
| |                            |                  |          |                                   |
| 29 | Calabrass ne répond plus   |                  |          | 3 mars 2018                       |
| Calabrass retrouve un ancien compagnon de piraterie qui lui tend un piège pour en faire sa propre épée... |                            |                  |          |                                   |
| 30 | La Colère des Méduses      |                  |          | 4 mars 2018                       |
| Zak pousse le peuple pacifique des méduses à écouter sa colère pour se défendre de Bones. Mais de la défense, les méduses passent à l'attaque... |                            |                  |          |                                   |
| 31 | Le Corps de Calabrass      |                  |          | 18 février 2018                   |
| Le temps d'une aventure sur Dezer, Calabrass retrouve un corps. Mais pour ouvrir le Verrou, Zak a besoin que Calabrass redevienne une épée... |                            |                  |          |                                   |
| 32 | L'Île des enfants perdus   |                  |          | 1er avril 2018                    |
| Zak et ses amis croient secourir un groupe d'enfants d'une bande de monstres, mais les apparences sont trompeuses... |                            |                  |          |                                   |
| 33 | Tanah Lost                 |                  |          | 14 avril 2018                     |
| Le temps d'une aventure sur Dezer, Calabrass retrouve un corps. Mais pour ouvrir le Verrou, Zak a besoin que Calabrass redevienne une épée... |                            |                  |          |                                   |
| 34 | Par-delà les étoiles       |                  |          | 18 mars 2018                      |
| Pour ouvrir le verrou de Zite, Zak doit faire équipe avec Sassafrass et sa fille, la belle et mystérieuse Zéphyra. Mère et fille mettent le Chaos sens dessus dessous... |                            |                  |          |                                   |
| 35 | La Bande à Crogar          |                  |          | 25 mars 2018                      |
| Cece est empoisonnée par une créature mythique, et seule une source mystérieuse peut la guérir... |                            |                  |          |                                   |
| 36 | Le Passager clandestin     |                  |          | 24 mars 2018                      |
| Perdus dans les glaces, nos héros sont confrontés à un ennemi qui peut les cloner... |                            |                  |          |                                   |
| 37 | Le Choix de Zak            |                  |          | 8 avril 2018                      |
| A la recherche du Verrou de Beru, Zak, en proie au doute, se voit offrir la possibilité de rentrer chez lui... |                            |                  |          |                                   |
| 38 | L'Orbe perdu               |                  |          | 15 avril 2018                     |
| Grâce à une technologie inédite, Skullivar parvient à surprendre nos héros et récupère Calabrass... |                            |                  |          |                                   |
| 39 | Le Dernier Gardien         |                  |          | 22 avril 2018                     |
| Nos héros, sans Calabrass, doivent faire face à un Skullivar plus puissant que jamais... |                            |                  |          |                                   |